# 牟岐線
牟岐線（むぎせん）は、徳島県徳島市の徳島駅から徳島県海部郡海陽町の阿波海南駅に至る四国旅客鉄道（JR四国）の鉄道路線（地方交通線）である。阿波室戸シーサイドライン（あわむろとシーサイドライン）の愛称が付けられている。

## 概要
徳島県東部の徳島市・小松島市・阿南市を結び、さらに南東部の海岸沿いに走り県南部とを結ぶ。鉄道敷設法（大正11年法律第37号）別表第107号により「高知県後免ヨリ安芸、徳島県日和佐ヲ経テ古庄附近ニ至ル鉄道」として室戸・後免方面への延伸が計画されていたが、国鉄（→JR四国）線としては海部駅までの延伸で終わった。
1992年（平成4年）に海部駅 - 甲浦駅間が阿佐海岸鉄道阿佐東線として開業している。その後、2021年（令和3年）12月25日運行開始の阿佐海岸鉄道DMV導入に伴い、2020年に阿波海南駅（阿波海南信号場） - 海部駅間が阿佐海岸鉄道阿佐東線に編入されている。

### 路線データ
- 管轄（事業種別）：四国旅客鉄道（第一種鉄道事業者）
- 路線距離（営業キロ）：77.8 km
- 軌間：1,067 mm
- 駅数：29（起終点駅および臨時駅の田井ノ浜駅を含む）
  - 牟岐線所属駅に限定した場合、起点の徳島駅（高徳線所属[6]）が除外され、28駅となる。
- 複線区間：なし（全線単線）
- 電化区間：なし（全線非電化）
- 閉塞方式：特殊自動閉塞式（電子符号照査式）
- 交換可能駅：10（二軒屋駅、中田駅、南小松島駅、立江駅、羽ノ浦駅、阿南駅、桑野駅、由岐駅、日和佐駅、牟岐駅）
- 最高速度：110 km/h
- 指令所：徳島運表（徳島運転所内）

### 利用状況

#### 平均通過人員
各年度の平均通過人員（人/日）は以下のとおりである。
| 年度                   | 平均通過人員（人/日） | 平均通過人員（人/日） | 平均通過人員（人/日） | 平均通過人員（人/日） | 平均通過人員（人/日） | 出典   |
| 年度                   | 全線                  | 徳島 - 阿南           | 阿南 - 牟岐           | 牟岐 - 阿波海南       | 阿南海南 - 海部       | 出典   |
| ---------------------- | --------------------- | --------------------- | --------------------- | --------------------- | --------------------- | ------ |
| 1989年度（平成元年度） | 3,094                 | 6,589                 | 1,817                 | 467                   | 467                   | [ 7 ]  |
| 2012年度（平成24年度） | 1,865                 | 4,586                 | 747                   | 284                   | 284                   | [ 7 ]  |
| 2013年度（平成25年度） | 1,968                 | 4,827                 | 793                   | 304                   | 304                   | [ 7 ]  |
| 2014年度（平成26年度） | 1,903                 | 4,717                 | 744                   | 278                   | 278                   | [ 7 ]  |
| 2015年度（平成27年度） | 1,935                 | 4,833                 | 741                   | 262                   | 262                   | [ 8 ]  |
| 2016年度（平成28年度） | 1,905                 | 4,814                 | 700                   | 248                   | 248                   | [ 8 ]  |
| 2017年度（平成29年度） | 1,929                 | 4,807                 | 753                   | 232                   | 232                   | [ 9 ]  |
| 2018年度（平成30年度） | 1,893                 | 4,809                 | 690                   | 212                   | 212                   | [ 9 ]  |
| 2019年度（令和元年度） | 1,824                 | 4,749                 | 605                   | 186                   | 186                   | [ 9 ]  |
| 2020年度（令和02年度） | 1,361                 | 3,563                 | 425                   | 134                   | 134                   | [ 10 ] |
| 2021年度（令和03年度） | 1,379                 | 3,574                 | 423                   | 146                   | 廃止                  | [ 11 ] |
| 2022年度（令和04年度） | 1,459                 | 3,793                 | 437                   | 168                   | 廃止                  | [ 12 ] |
| 2023年度（令和05年度） | 1,505                 | 3,964                 | 427                   | 153                   | 廃止                  | [ 13 ] |

#### 収支・営業系数
各年度の収支（営業収益、営業費、営業損益）、営業係数は以下のとおりである。営業系数は共通費を含んだ金額であり、2022年度（令和4年度）は営業費と営業損益についても、共通費を含んだ金額が開示されている。▲はマイナスを意味する。
| 年度                   | 収支（百万円） | 収支（百万円） | 収支（百万円） | 営業 係数 （円） | 出典   |
| 年度                   | 営業 収益      | 営業費         | 営業 損益      | 営業 係数 （円） | 出典   |
| ---------------------- | -------------- | -------------- | -------------- | ---------------- | ------ |
| 2019年度（令和元年度） | 526            | 1,000          | ▲474           | 190              | [ 14 ] |
| 2020年度（令和02年度） | 344            | 1,057          | ▲713           | 307              | [ 15 ] |
| 2021年度（令和03年度） | 362            | 1,078          | ▲716           | 298              | [ 16 ] |
| 2022年度（令和04年度） | 408            | 1,092          | ▲684           | 268              | [ 17 ] |

| 年度                   | 開示区間              | 収支（百万円） | 収支（百万円） | 収支（百万円） | 営業 係数 （円） | 出典   |
| 年度                   | 開示区間              | 営業 収益      | 営業費         | 営業 損益      | 営業 係数 （円） | 出典   |
| ---------------------- | --------------------- | -------------- | -------------- | -------------- | ---------------- | ------ |
| 2019年度（令和元年度） | 阿南駅 - 海部駅間     | 112            | 940            | ▲828           | 843              | [ 14 ] |
| 2020年度（令和02年度） | 阿南駅 - 海部駅間     | 79             | 932            | ▲853           | 1,185            | [ 15 ] |
| 2021年度（令和03年度） | 阿南駅 - 阿波海南駅間 | 80             | 878            | ▲797           | 1,096            | [ 16 ] |
| 2022年度（令和04年度） | 阿南駅 - 阿波海南駅間 | 83             | 932            | ▲849           | 1,123            | [ 17 ] |

## 運行形態

### 優等列車
優等列車として徳島駅 - 牟岐駅間に特急「むろと」が運転されていたが2025年3月15日のダイヤ改正をもって運行を終了した。車両はキハ185系が使用されていた。年始には徳島駅発着の臨時特急「やくおうじ」が運転されている。
以前は高松駅発着で定期列車として特急「うずしお」が設定されていたが、1999年3月13日のダイヤ改正以降は高徳線と当線を直通する定期優等列車の設定はない。また、2014年3月14日までは徳島線の特急「剣山」も当線に直通していた。

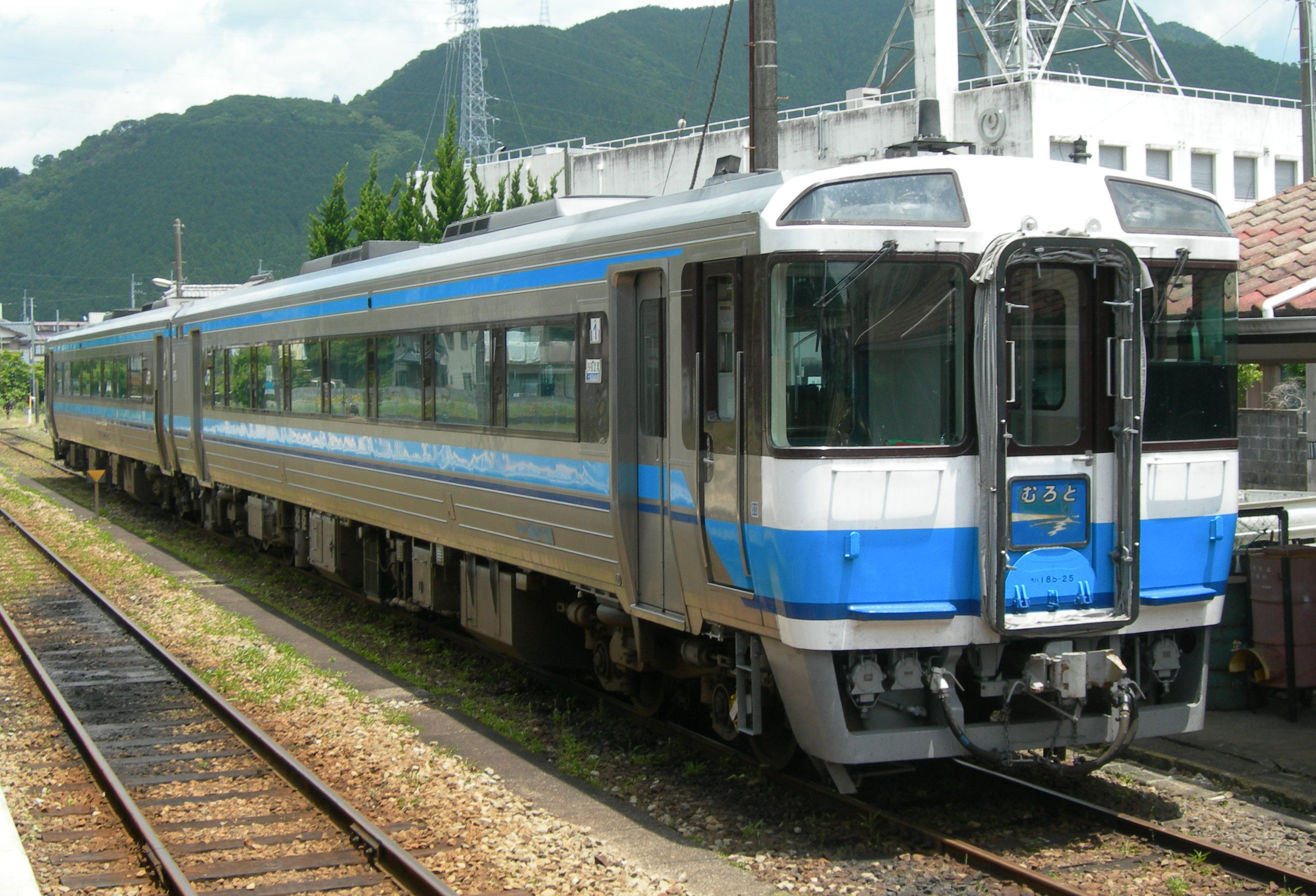
かつて牟岐線で運行されていた特急「むろと」

### 普通列車
以下は2025年3月15日時点での運行形態である。
普通列車の運行形態はおおむね阿南駅で分かれており、2019年3月16日のダイヤ改正以降、日中は徳島駅 - 阿南駅間は30分間隔、阿南駅 - 阿波海南駅間は2時間間隔のパターンダイヤとなっている。全線直通列車以外には、徳島駅 - 阿南駅・桑野駅間の列車や、朝と夜間には徳島駅 - 牟岐駅間の列車が設定されている。朝夕には牟岐発阿波海南行きの列車もあるほか、2025年3月14日までは朝の上り阿波海南発徳島行き1本は牟岐駅まで普通列車として運行され、同駅からは特急「むろと2号」として運行されていた。
原則として徳島駅発着であるが、一部列車は高徳線・鳴門線・徳島線と直通する（徳島駅を境に別列車扱い）。
一部の列車がワンマン運転を実施している。
車両は徳島運転所のキハ40系、1000形・1200形、1500形が使用される。以前は、1000形・1200形・1500形は徳島駅 - 桑野駅間のみで使用されていたが、2010年3月13日のダイヤ改正に合わせて桑野駅以南の駅のホームが760mmから920mmに嵩上げされ、全線で1000形・1200形・1500形が使用されるようになった。
2019年3月15日までは牟岐駅 - 海部駅間は下り特急「むろと」も普通列車として運行され、その折り返しの上り海部発21時台の牟岐行きにもキハ185系が使用された。2019年3月16日改正ダイヤではその普通列車運用は一旦廃止となっていたが、2020年3月14日改正ダイヤからは朝の下り牟岐発海部行き、その折り返しの上り海部発徳島行きに再びキハ185系が充当されるようになった。これらの列車は、2020年7月18日から牟岐駅 - 海部駅間が阿佐海岸鉄道のDMV工事により運休し、同年11月1日に阿波海南駅 - 海部駅間が阿佐海岸鉄道阿佐東線に移管されたことにより、牟岐駅 - 阿波海南駅間の工事完了後の2021年2月1日からそれぞれ牟岐発阿波海南行き、阿波海南発徳島行きとして運行を再開し2025年3月14日まで運転されていた。なお、JR四国線内で定期運転の普通列車にリクライニングシート装備の車両が充当され、かつ利用に別途料金が不要であるのは、この牟岐駅 - 阿波海南駅間のみだった。
2019年3月15日までは牟岐駅 - 阿佐海岸鉄道阿佐東線甲浦駅間の直通列車が2往復設定されており、JRの車両と阿佐海岸鉄道の車両が1往復ずつ使用されていたが、2019年3月16日改正で廃止された。この直通運転は2008年3月15日のダイヤ改正で一時中止された後、要望が多いことから2009年12月1日より再開されていたものである。なお、バス代行輸送期間のうち2020年12月1日から2021年1月31日までは朝の代行バス下り1本が牟岐発甲浦行きで運行され、乗り換えなしに移動することができた。
現在は定期列車の全てが普通列車となり全ての駅に停車する。文化の森駅は1990年の開業時から2000年まで、一部の普通列車が通過していた。また、2012年3月17日から2016年3月25日まで、朝の牟岐発上り普通列車1本が阿波中島駅・西原駅・立江駅・文化の森駅を通過していた。

## 歴史

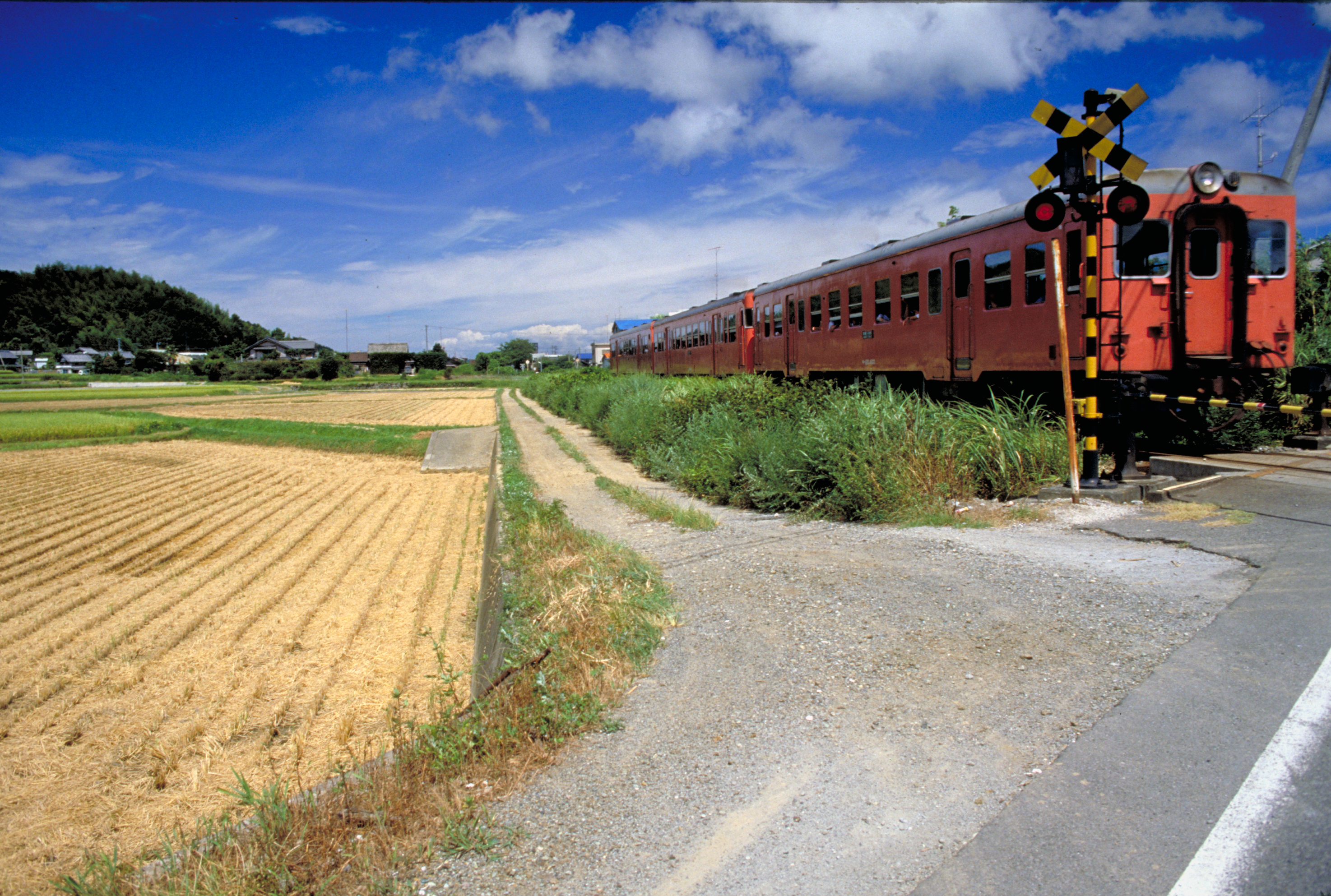
国鉄当時の牟岐線（1985年　阿波橘駅 - 桑野駅間）

徳島駅 - 中田駅間は、海運会社の阿波国共同汽船が小松島港に発着する船との連絡線として1913年に開業させた徳島駅 - 小松島駅間の一部である。開業当初から鉄道院が借り上げて小松島軽便線として運営していた。なお、中田駅 - 小松島駅間は1985年に廃止されている。
中田駅 - 羽ノ浦駅間は、私鉄の阿南鉄道が1916年に開業させた中田駅 - 古庄駅間の路線の一部である。鉄道敷設法では以南の建設線の終点を阿南鉄道の終点である古庄駅付近としていたが、羽ノ浦駅から分岐して延伸されることとなった。羽ノ浦駅 - 古庄駅間は阿南鉄道国有化後も貨物線として残っていたが1961年に廃止されている。
羽ノ浦駅 - 海部駅間は当初から国有鉄道として建設され、特に牟岐駅以南の区間は日本鉄道建設公団により阿佐線として工事が行われた。現在の終点である阿波海南駅、およびのちに阿佐海岸鉄道に移管されることになる海部駅まで開業したのは1973年である。

### 年表
- 1913年（大正2年）4月20日：阿波国共同汽船が徳島駅 - 小松島駅間を開業。鉄道院が借り上げ[29]。
- 1916年（大正5年）12月15日：中田駅開業。阿南鉄道が中田駅 - 古庄駅間を開業[30]。
- 1917年（大正6年）9月1日：阿波国共同汽船の鉄道路線が国有化[31]。小松島軽便線となる。
- 1922年（大正11年）9月2日：軽便線の呼称を廃止。小松島軽便線を小松島線に改称。
- 1934年（昭和9年）9月20日：小松島線 徳島駅 - 二軒屋駅間に富田浦駅、地蔵橋駅 - 中田駅間に丈六駅開業。
- 1936年（昭和11年）
  - 3月27日：牟岐線 羽ノ浦駅 - 桑野駅間が開業[32]。
  - 7月1日：阿南鉄道の中田駅 - 古庄駅間を国有化し牟岐線に編入[33]。羽ノ浦駅 - 古庄駅間の旅客営業を廃止。赤石駅を阿波赤石駅に改称。機関車3両、蒸気動車1両、ガソリンカー4両、客車8両、貨車12両を引継ぐ[34]。
- 1937年（昭和12年）6月27日：牟岐線 桑野駅 - 阿波福井駅間が開業。
- 1939年（昭和14年）12月14日：牟岐線 阿波福井駅 - 日和佐駅間が開業。
- 1940年（昭和15年）9月1日 金磯駅を仮停車場に変更。
- 1941年（昭和16年）8月10日：富田浦駅、丈六駅休止。
- 1942年（昭和17年）7月1日：牟岐線 日和佐駅 - 牟岐駅間が開業。
- 1945年（昭和20年）7月30日：アメリカ軍のグラマン戦闘機2機により那賀川橋梁走行中の列車が機銃掃射を受け30名を超える死者をだす（那賀川鉄橋空襲）
- 1950年（昭和25年）3月25日：昭和天皇の戦後巡幸があり、お召し列車が牟岐駅 - 徳島駅間で運行[35]。
- 1959年（昭和34年）10月1日：赤河内駅を北河内駅に改称。
- 1961年（昭和36年）4月1日：貨物支線の羽ノ浦駅 - 古庄駅間が廃止。牟岐線を徳島駅 - 牟岐駅間、小松島線を中田駅 - 小松島駅間に変更。
- 1962年（昭和37年）7月18日：南小松島駅 - 阿波赤石駅間の金磯駅廃止。準急「むろと」運転開始。
- 1964年（昭和39年）
  - 7月11日：由岐駅 - 木岐駅間に（臨）田井ノ浜駅開業。
  - 10月1日：羽ノ浦駅 - 阿波中島駅間に西原駅開業。
- 1965年（昭和40年）9月14日 - 台風24号の接近に伴い阿南市一帯に集中豪雨、桑野駅 - 新野駅間など6箇所で道床が流されるなどの被害[36]
- 1966年（昭和41年）
  - 3月5日：準急「むろと」を急行に格上げ。
  - 11月1日：阿波富岡駅を阿南駅に改称。
- 1973年（昭和48年）10月1日：牟岐線 牟岐駅 - 海部駅間が開業[37]。旅客営業のみ。
- 1982年（昭和57年）11月15日：中田駅 - 阿南駅間の貨物営業廃止[38]。
- 1984年（昭和59年）2月1日：貨物営業廃止。
- 1985年（昭和60年）3月14日：小松島線 中田駅 - 小松島駅間が廃止。
- 1986年（昭和61年）11月1日：徳島駅 - 二軒屋駅間に阿波富田駅開業[39]。
- 1987年（昭和62年）4月1日：国鉄分割民営化により四国旅客鉄道（JR四国）に承継。
- 1988年（昭和63年）4月10日：急行「むろと」を「阿波」に改称。ワンマン運転開始[40]。
- 1990年（平成2年）
  - 11月3日：二軒屋駅 - 地蔵橋駅間に文化の森駅開業。
  - 11月21日：高速化（最高運転速度110km/h）工事が完成し、特急「うずしお」3往復乗り入れ開始、海部駅までは下り1本、上り2本の運転となる。急行「阿波」廃止。
- 1992年（平成4年）3月26日：阿佐海岸鉄道阿佐東線との直通運転開始。
- 1998年（平成10年）3月14日：特急「剣山」が牟岐線および阿佐海岸鉄道阿佐東線乗り入れ開始。
- 1999年（平成11年）3月13日：特急「うずしお」を系統分割し特急「むろと」運転開始。
- 2002年（平成14年）7月1日：「阿波室戸シーサイドライン」の愛称使用開始[41]。
- 2005年（平成17年）7月23日：牟岐線初のトロッコ列車運転。
- 2007年（平成19年）10月21日：牟岐線初のリバイバル列車「急行むろと」号が運転される。
- 2008年（平成21年）3月15日：阿佐海岸鉄道阿佐東線への直通運転を中止。特急「ホームエクスプレス阿南」運転開始。
- 2009年（平成21年）12月1日：阿佐海岸鉄道阿佐東線への直通運転を再開。
- 2010年（平成22年）3月13日：ホーム嵩上工事完成。全線で1500・1200型気動車の運転が可能となる。
- 2011年（平成23年）3月12日：特急「剣山」の阿佐海岸鉄道阿佐東線への直通運転が廃止される。
- 2014年（平成26年）3月15日：特急「剣山」の系統分割により、牟岐線の牟岐発着特急3往復が全て徳島発着「むろと」になる。
- 2019年（平成31年）3月16日：ダイヤ改正により、パターンダイヤを導入し、徳島駅 - 阿南駅間で普通列車が8本増発[42]。また、阿南駅 - 牟岐駅・海部駅間の普通列車が減便、特急「むろと」が1往復になり（改正前は3往復）、特急「ホームエクスプレス阿南」が廃止[43]。牟岐駅発着の阿佐海岸鉄道との朝2往復の相互直通運転も廃止となり、全ての列車が海部駅で乗り換えとなった[44][45]。阿南駅以南の減便対策として、JR四国から徳島バスへの働きかけにより、同日から徳島バスが同社高速バス路線「室戸・生見・阿南 - 大阪線」のうち、それまで認められていなかった阿南駅停留所 - 甲浦停留所相互間での乗降を可能とする[46][47][注 4]。
- 2020年（令和2年）
  - 7月18日：阿波海南駅 - 海部駅間でDMV関連工事を行うため、牟岐駅 - 海部駅間を運休しバス代行輸送を開始[48][49]。
  - 8月11日：JR四国が阿波海南駅 - 海部駅間の鉄道事業廃止届を国土交通省に提出[50][51]。
  - 9月29日：9月3日に行った四国運輸局による聴取の結果、阿波海南駅 - 海部駅間の廃止予定日繰り上げが認められたことから、JR四国が阿波海南駅 - 海部駅間の鉄道事業廃止繰上届を国土交通省に提出[52][53]。
  - 10月1日：新型コロナウイルス感染症（COVID-19）蔓延の影響による乗客減に伴い、この日から当面の間、下り最終列車の徳島23時39分発の阿南行き普通列車が運休[54][55]。
  - 10月31日：阿波海南駅 - 海部駅間の鉄道事業廃止[52][53]。代行バスは11月30日まで引き続き牟岐駅 - 阿波海南駅 - 海部駅間にてJR四国が運行。
  - 11月1日：阿波海南信号場（阿波海南駅より変更） - 海部駅間が阿佐海岸鉄道阿佐東線に編入される[4][5]。
  - 12月1日：JR四国による代行バスが牟岐駅 - 阿波海南駅間に短縮。阿佐海岸鉄道による代行バス運行が阿波海南駅 - 海部駅 - 甲浦駅間で開始。
- 2021年（令和3年）
  - 2月1日：牟岐駅 - 阿波海南駅間でのバス代行輸送を終了し、列車の運転を再開[56][57][58]。
  - 3月13日：ダイヤ改正により、運休となっていた徳島23時39分発の阿南行き普通列車が廃止となり、最終列車の時間が繰り上がったことで、当線における日付を越えて運行する列車がすべて消滅[59]。
- 2022年（令和4年）
  - 4月1日：上記徳島バスの高速バス「室戸・生見・阿南 - 大阪線」に牟岐線との「並行モード連携モデル」が導入され共同経営を開始。阿南駅 - 浅川駅相互間において有効なJRの乗車券類で阿南駅停留所 - 浅川停留所相互間のバス利用が可能となる[60][61]。
  - 11月27日：1200形気動車による阿佐海岸鉄道のDMV（デュアル・モード・ビークル）をデザインしたラッピング車両が約1年間の期間限定で運行開始[注 5][62][63][64]。
- 2023年（令和5年）5月20日：上記徳島バスの高速バス「室戸・生見・阿南 - 大阪」線に海部高校前バス停（阿波海南駅至近）が新設されることに伴い、共同経営区間が阿南駅 - 阿波海南駅間に拡大[65]。
- 2025年（令和7年）3月15日：ダイヤ改正により特急「むろと」の運行を終了。これにより当路線から定期運行の優等列車が消滅された[18][19]。

## 阿波海南 - 海部間の阿佐海岸鉄道への移管
阿佐海岸鉄道が、2021年（令和3年）12月25日から阿波海南駅 - 甲浦信号場間でDMVの運行を開始することになり、これに先立って2020年11月1日に、牟岐線阿波海南駅 - 海部駅間が阿佐海岸鉄道阿佐東線に編入された。なお、編入されない牟岐駅 - 阿波海南駅間を含む牟岐駅 - 海部駅間が2020年7月18日から工事に伴う運休期間に入っており、このうち牟岐駅 - 阿波海南駅間については2021年1月31日に工事が終わり、同年2月1日から運行を再開した。

## 徳島バスとの連携

### 阿南駅以南の共同経営
特に利用客が少ない阿南駅以南では、並行して高速バス室戸・生見・阿南 - 大阪線を運行している徳島バスとJR四国が連携し、2019年にJR四国の列車の減便に合わせて徳島バスの高速バス4往復を阿南駅停留所 - 甲浦停留所相互間で乗降が可能とするようにした。さらに鉄道からバスへ乗り換えた場合と乗り換えない場合に生じる運賃差を是正して運賃の一体化を図る計画が2022年4月を目標に進められた。ただし、この運賃の一体化は私的独占の禁止及び公正取引の確保に関する法律（独占禁止法）に抵触することから、2020年に施行された独占禁止法特例法の適用を国土交通省に申請する予定とした。この動きに先行して、2022年3月12日のダイヤ改正より、この高速バス路線が停車する阿南駅・由岐駅・日和佐駅・牟岐駅・浅川駅の駅発車時刻表に前述の高速バス4往復の表示を開始している。
2022年3月3日に前述の独占禁止法特例法を適用した共同経営について申請が行われ、3月18日に認可されたとJR四国および徳島バス両者から発表され、4月1日から導入されることになった。対応する駅と停留所については駅時刻表へのバス時刻の表示が行われた5駅に加え、阿波橘駅・橘営業所停留所を含めた6駅・停留所でなされる。なおJR運賃での利用は「事前に有効なJRの乗車券類を購入していること」が条件となり、現金での利用およびJR乗車券の有効区間外への乗り越し区間の運賃は徳島バスの運賃が適用される。
さらに2023年5月20日に阿波海南駅至近の位置に海部高校前バス停が新設されたことに伴い、共同経営区間が阿南 - 阿波海南（海部高校前）間に拡大された。

### その他
徳島バスが那賀町方面（川口営業所）へ運行する丹生谷線について、那賀町方面から徳島駅へ直通する運行を阿南市内までの運行へ短縮する代わりに阿南駅前へ乗り入れ、徳島市方面へは阿南駅で牟岐線への乗り換えを促すなどの動きが見られるようになっている。

## 将来
特急列車設定時に全線で最高速度110km/hの高速化が成されていたが、前述の1000形・1500形の投入とそのための改良工事によって、阿南以南でも普通列車が最高速度110km/hへと高速化される。
かつては、将来完成する徳島南部自動車道、阿南安芸自動車道の高速バスに対抗すべく、地上設備の改良を一部地元負担で行い、特急列車で130km/h運転を行う検討がされていた（牟岐線の特急は2025年度ダイヤ改正にて廃止）。この動きは、予讃線の松山以西や土讃線にもみられる。ちなみに、JR四国の2009年度の事業に新型特急気動車の設計に着手することが盛り込まれている。
徳島市内では徳島駅 - 文化の森駅付近間を高架化する計画があり、それに伴い徳島駅北側にある車両基地（徳島運転所）を地蔵橋駅 - 中田駅間の徳島市南部に移転する計画がある。
地蔵橋駅、阿波中島駅の交換設備を復活すること、および西原駅に交換設備を新設することが検討されている。
2020年12月に徳島県は、徳島市文化センター跡地に新しい多目的ホール（2025年度開館予定）を整備するのに合わせ、隣接地（徳島駅 - 阿波富田駅間）に新駅を設置することをJR四国など関係機関と検討すると表明した。しかし新駅設置反対を公約に挙げた後藤田正純が2023年5月から徳島県知事に就任したことにより、件の新駅設置を取りやめることになった。
立江駅 - 羽ノ浦駅間にも新駅を設置する計画がある。

## 駅一覧
- （臨）：臨時駅
- 普通列車は全列車各駅に停車する。臨時特急列車の停車駅は「うずしお (列車)#やくおうじ号」を参照。
- 接続路線に「徳島バス」の記載がある駅は、高速バス「室戸・生見・阿南 - 大阪線」との並行モード連携モデル導入により「同一駅扱い」となる停留所を示す。
- 線路（全線単線） … ◇：列車交換可、｜：列車交換不可
- 全駅徳島県内に所在。

| 駅番号 | 駅名             | 営業キロ | 営業キロ | 接続路線                                                                                    | 線路 | 所在地   | 所在地   |
| 駅番号 | 駅名             | 駅間     | 累計     | 接続路線                                                                                    | 線路 | 所在地   | 所在地   |
| ------ | ---------------- | -------- | -------- | ------------------------------------------------------------------------------------------- | ---- | -------- | -------- |
| M00    | 徳島駅           | -        | 0.0      | 四国旅客鉄道：●T 高徳線・●B 徳島線・●N 鳴門線（T00）                                        | ◇    | 徳島市   | 徳島市   |
| M01    | 阿波富田駅       | 1.4      | 1.4      |                                                                                             | ｜   | 徳島市   | 徳島市   |
| M02    | 二軒屋駅         | 1.4      | 2.8      |                                                                                             | ◇    | 徳島市   | 徳島市   |
| M03    | 文化の森駅       | 1.1      | 3.9      |                                                                                             | ｜   | 徳島市   | 徳島市   |
| M04    | 地蔵橋駅         | 2.1      | 6.0      |                                                                                             | ｜   | 徳島市   | 徳島市   |
| M05    | 中田駅           | 3.2      | 9.2      |                                                                                             | ◇    | 小松島市 | 小松島市 |
| M06    | 南小松島駅       | 1.7      | 10.9     |                                                                                             | ◇    | 小松島市 | 小松島市 |
| M07    | 阿波赤石駅       | 3.3      | 14.2     |                                                                                             | ｜   | 小松島市 | 小松島市 |
| M08    | 立江駅           | 1.4      | 15.6     |                                                                                             | ◇    | 小松島市 | 小松島市 |
| M09    | 羽ノ浦駅         | 2.1      | 17.7     |                                                                                             | ◇    | 阿南市   | 阿南市   |
| M10    | 西原駅           | 2.1      | 19.8     |                                                                                             | ｜   | 阿南市   | 阿南市   |
| M11    | 阿波中島駅       | 2.0      | 21.8     |                                                                                             | ｜   | 阿南市   | 阿南市   |
| M12    | 阿南駅           | 2.7      | 24.5     | 徳島バス（阿南駅停留所）                                                                    | ◇    | 阿南市   | 阿南市   |
| M13    | 見能林駅         | 1.9      | 26.4     |                                                                                             | ｜   | 阿南市   | 阿南市   |
| M14    | 阿波橘駅         | 2.2      | 28.6     | 徳島バス（橘営業所停留所、駅から1.5km）                                                     | ｜   | 阿南市   | 阿南市   |
| M15    | 桑野駅           | 4.0      | 32.6     |                                                                                             | ◇    | 阿南市   | 阿南市   |
| M16    | 新野駅           | 3.6      | 36.2     |                                                                                             | ｜   | 阿南市   | 阿南市   |
| M17    | 阿波福井駅       | 2.7      | 38.9     |                                                                                             | ｜   | 阿南市   | 阿南市   |
| M18    | 由岐駅           | 6.0      | 44.9     | 徳島バス（由岐停留所）                                                                      | ◇    | 海部郡   | 美波町   |
|        | （臨）田井ノ浜駅 | 0.8      | 45.7     |                                                                                             | ｜   | 海部郡   | 美波町   |
| M19    | 木岐駅           | 1.5      | 47.2     |                                                                                             | ｜   | 海部郡   | 美波町   |
| M20    | 北河内駅         | 4.3      | 51.5     |                                                                                             | ｜   | 海部郡   | 美波町   |
| M21    | 日和佐駅         | 1.8      | 53.3     | 徳島バス（日和佐停留所）                                                                    | ◇    | 海部郡   | 美波町   |
| M22    | 山河内駅         | 5.1      | 58.4     |                                                                                             | ｜   | 海部郡   | 美波町   |
| M23    | 辺川駅           | 5.9      | 64.3     |                                                                                             | ｜   | 海部郡   | 牟岐町   |
| M24    | 牟岐駅           | 3.4      | 67.7     | 徳島バス（牟岐停留所）                                                                      | ◇    | 海部郡   | 牟岐町   |
| M25    | 鯖瀬駅           | 4.3      | 72.0     |                                                                                             | ｜   | 海部郡   | 海陽町   |
| M26    | 浅川駅           | 3.4      | 75.4     | 徳島バス（浅川停留所）                                                                      | ｜   | 海部郡   | 海陽町   |
| M27    | 阿波海南駅       | 2.4      | 77.8     | 阿佐海岸鉄道：（阿波海南駅停留所）、阿佐東線（阿波海南信号場） 徳島バス（海部高校前停留所） | ｜   | 海部郡   | 海陽町   |

1. 1 2  徳島線・鳴門線とも正式な起終点は徳島駅ではないが、徳島線は全列車が、鳴門線はほとんどの列車が、高徳線を介して徳島駅に乗り入れている。

### 廃止区間
```
（貨）は貨物専用駅
```

1961年4月1日廃止区間
羽ノ浦駅 - （貨）古庄駅
- 1936年7月1日旅客営業廃止。

2020年10月31日廃止区間
阿波海南駅 - 海部駅
- 阿佐海岸鉄道阿佐東線への編入に伴う。

### 廃駅
廃止区間のものを除く。1961年以前は小松島線であった区間も含む。
- 富田浦駅：徳島 - 二軒屋間。1941年8月10日休止。
- 丈六駅：地蔵橋 - 中田間。1941年8月10日休止。
- 金磯駅：南小松島 - 阿波赤石間。1962年7月18日廃止。

### 過去の接続路線
- 中田駅：小松島線 - 1985年3月14日廃止